# Sisymbrium

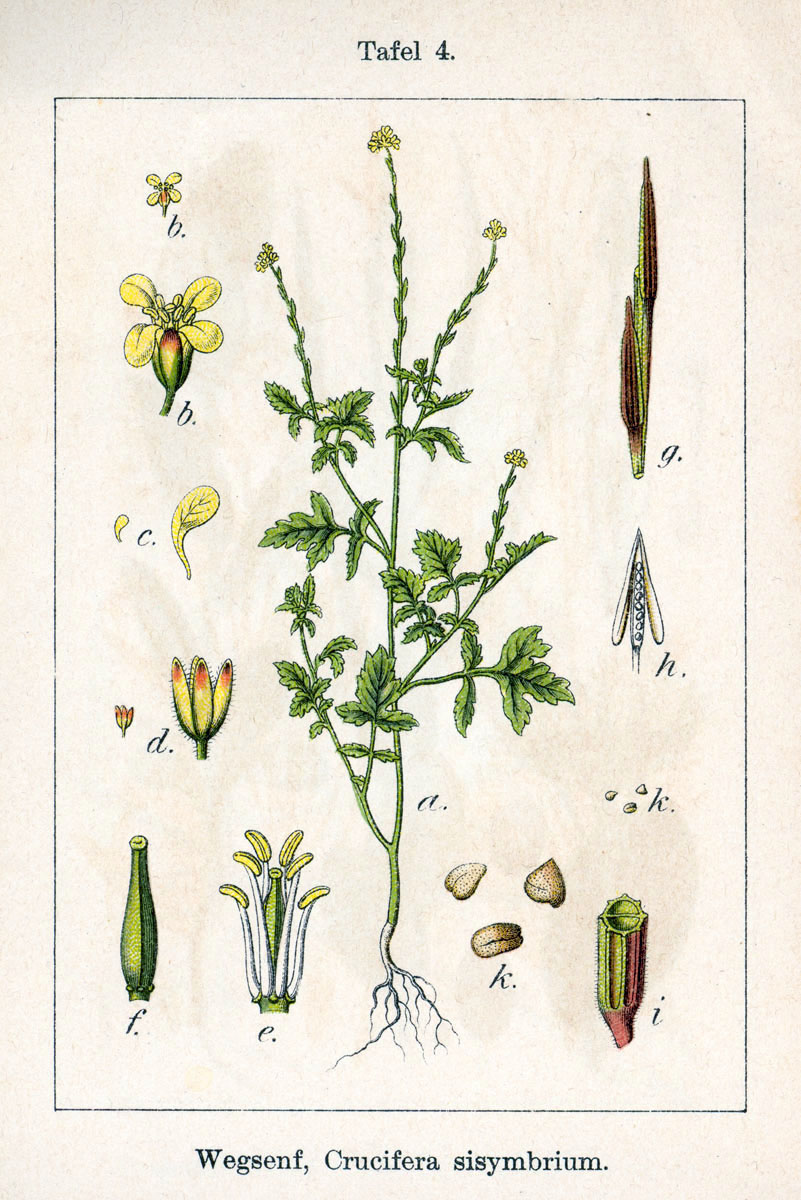
Sisymbrium officinale (ilustração de Jacob Sturm)

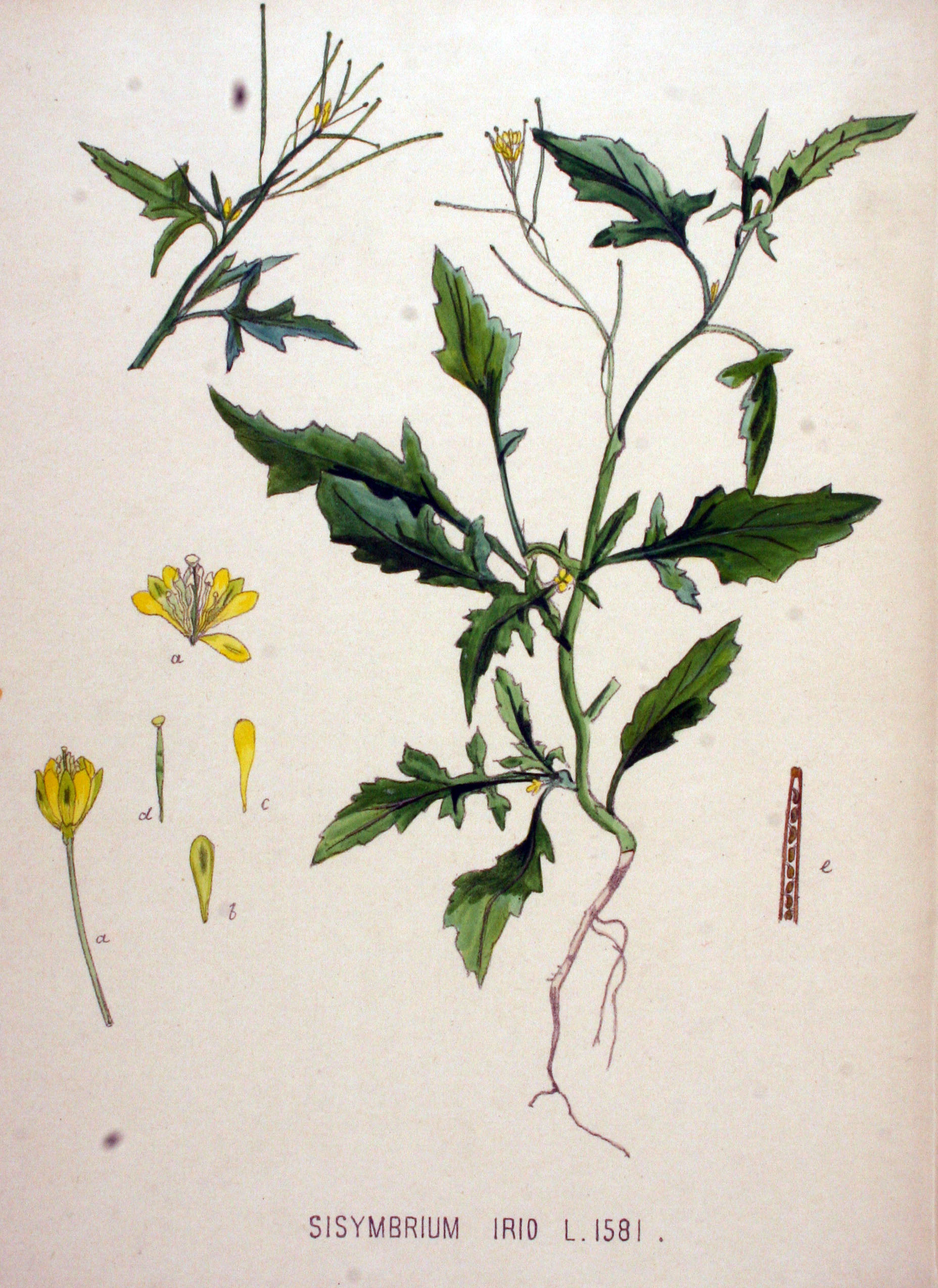
Sisymbrium irio (ilustração de Flora Batava, volume 20)

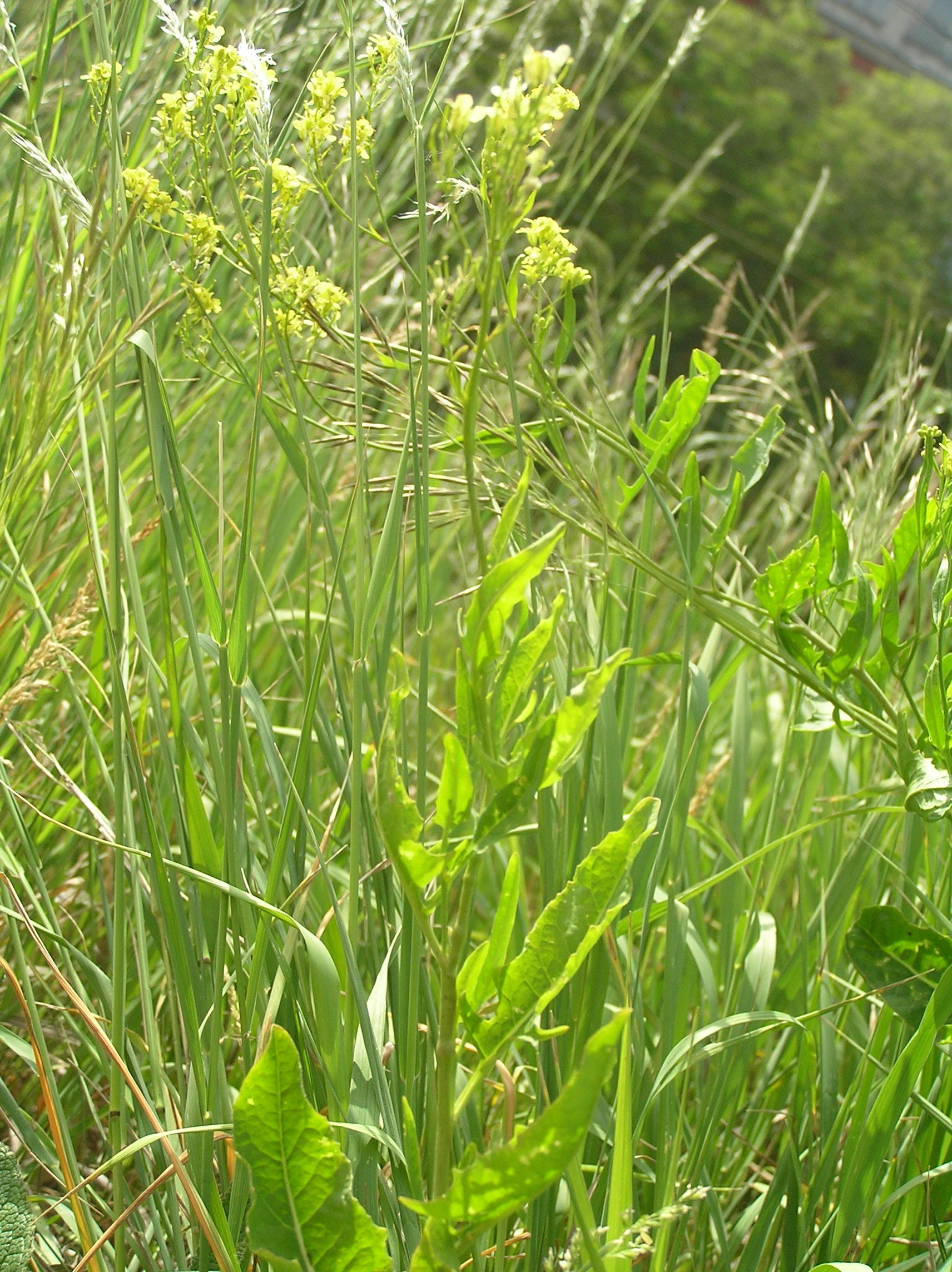
Sisymbrium volgense

Sisímbrio (Sisymbrium) L é um género de plantas com flor pertencente à família Brassicaceae caracterizado pela presença de pequenas flores amarelas e frutos do tipo síliqua. Com grande variabilidade morfológica, o género inclui cerca de 655 espécies descritas, das quais apenas 43 são presentemente consideradas como válidas. O género integra a tribo monotípica Sisymbrieae.

## Descrição
Sisymbrium é o único género da tribo Sisymbrieae da família das crucíferas (Brassicaceae). As cerca de 41-43 espécies validamente descritas que estão integradas no género têm distribuição natural predominante nas regiões de clima temperado do Hemisfério Norte (Eurásia e América do Norte), embora algumas espécies ocorram nas regiões montanhosas das regiões subtropicais e tropicais.
Em algumas regiões determinadas espécies do género Sisymbrium integram o neobiota (são espécies introduzidas), apresentando nalguns casos potencial para se transformarem em espécie invasora.
Os membros do género Sisymbrium apresentam como características vegetativas serem plantas herbáceas anuais, bienais ou perenes, geralmente subglabras ou escassamente pilosas com tricomas simples.
As folhas são na maioria dos casos lirada-penatipartidas, mas por vezes indivisas, em geral pecioladas, mas por vezes sésseis superiores a subsésseis.
As flores agrupam-se em inflorescências do tipo rácimo, cada uma das quais com numerosas flores, cujo eixo se vai alongando à medida que as flores vão maturando, assumindo na maturidade um aspecto espiciforme. As flores são hermafroditas, pequenas ou medíocres, geralmente de coloração amarela, com quatro pétalas soltas. As sépalas são quatro, erectas ou ligeiramente decumbentes. As pétalas apresentam quase o dobro da largura das sépalas, de morfologia oblongo-obovadas, mas por vezes reduzidas e em forma de garra. Os estames são seis, sem apêndices. Os nectários são em forma de anel.
O fruto é uma síliqua linear subcilíndrica, erguida a estendida, frequentemente alongada, bilocular, deiscente. As sementes são numerosas, inseridas em linha no fruto, oblongas ou elipsoides, de coloração acastanhada, não mucilaginosas quando molhadas.
O número cromossómico é 2n = 14.
O género foi descrito por Carl Linnaeus e publicado em Species Plantarum 2: 657. 1753. A espécie tipo é Sisymbrium altissimum L.

## Espécies

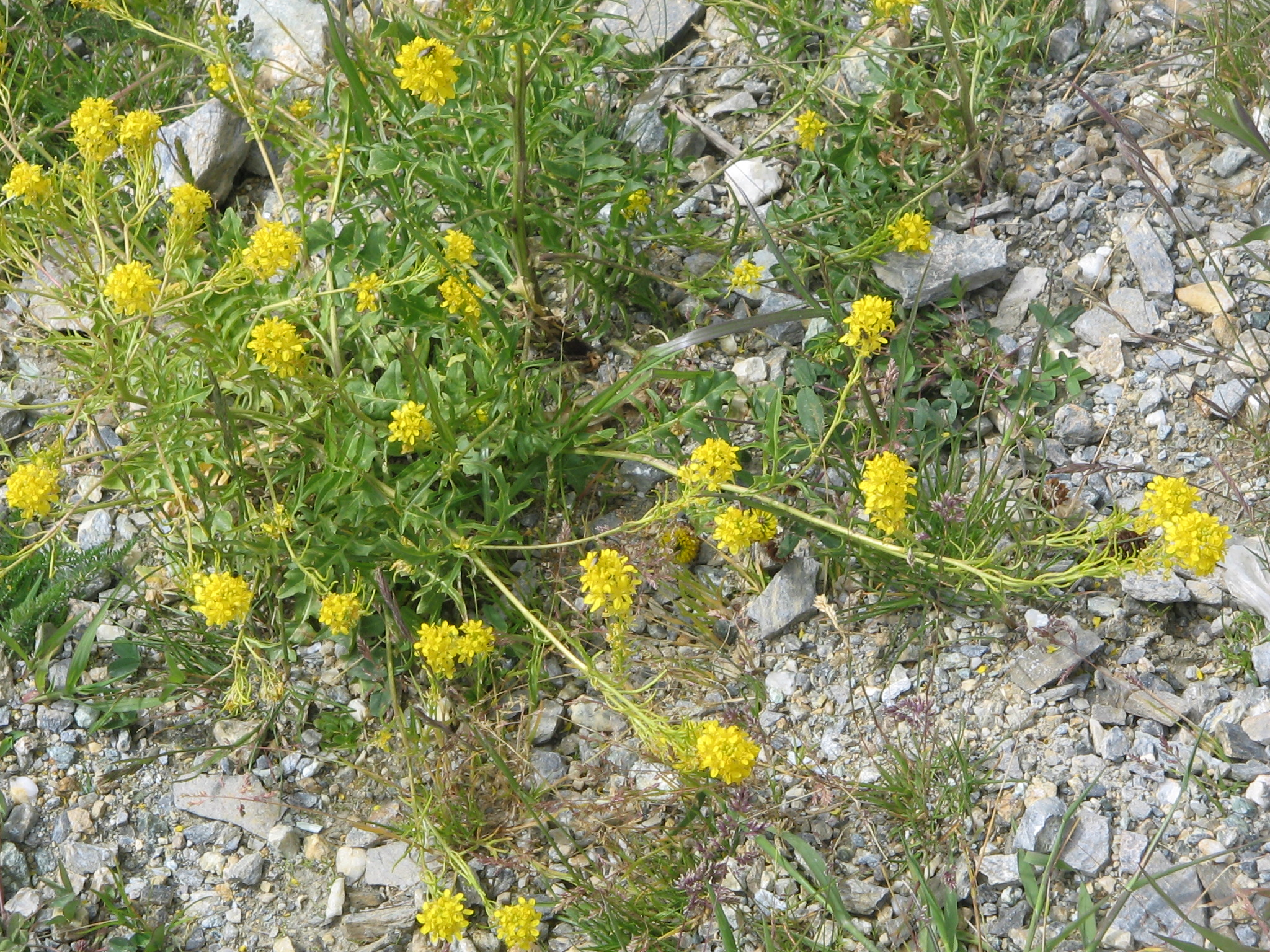
Sisymbrium austriacum

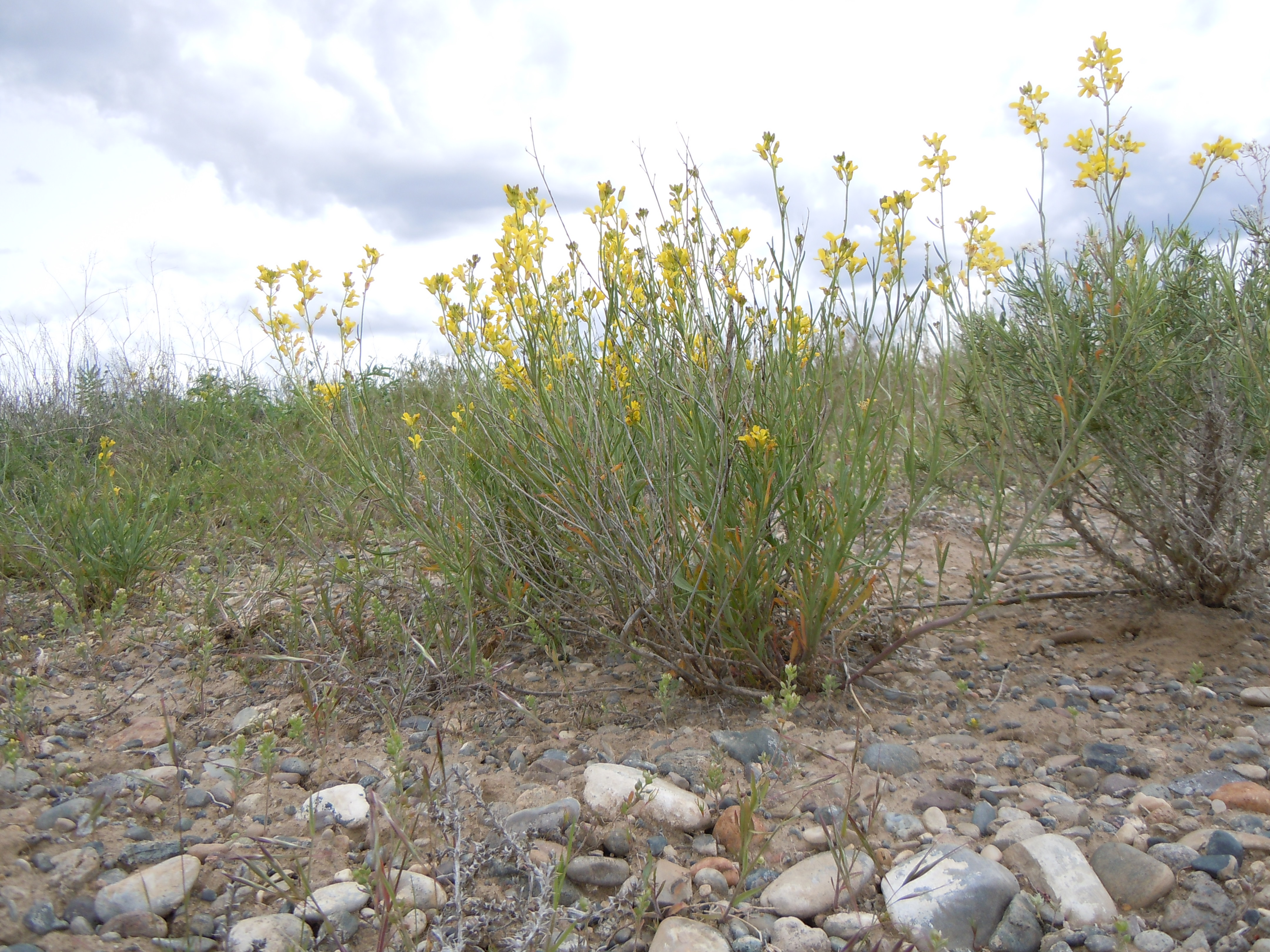
Sisymbrium linifolium

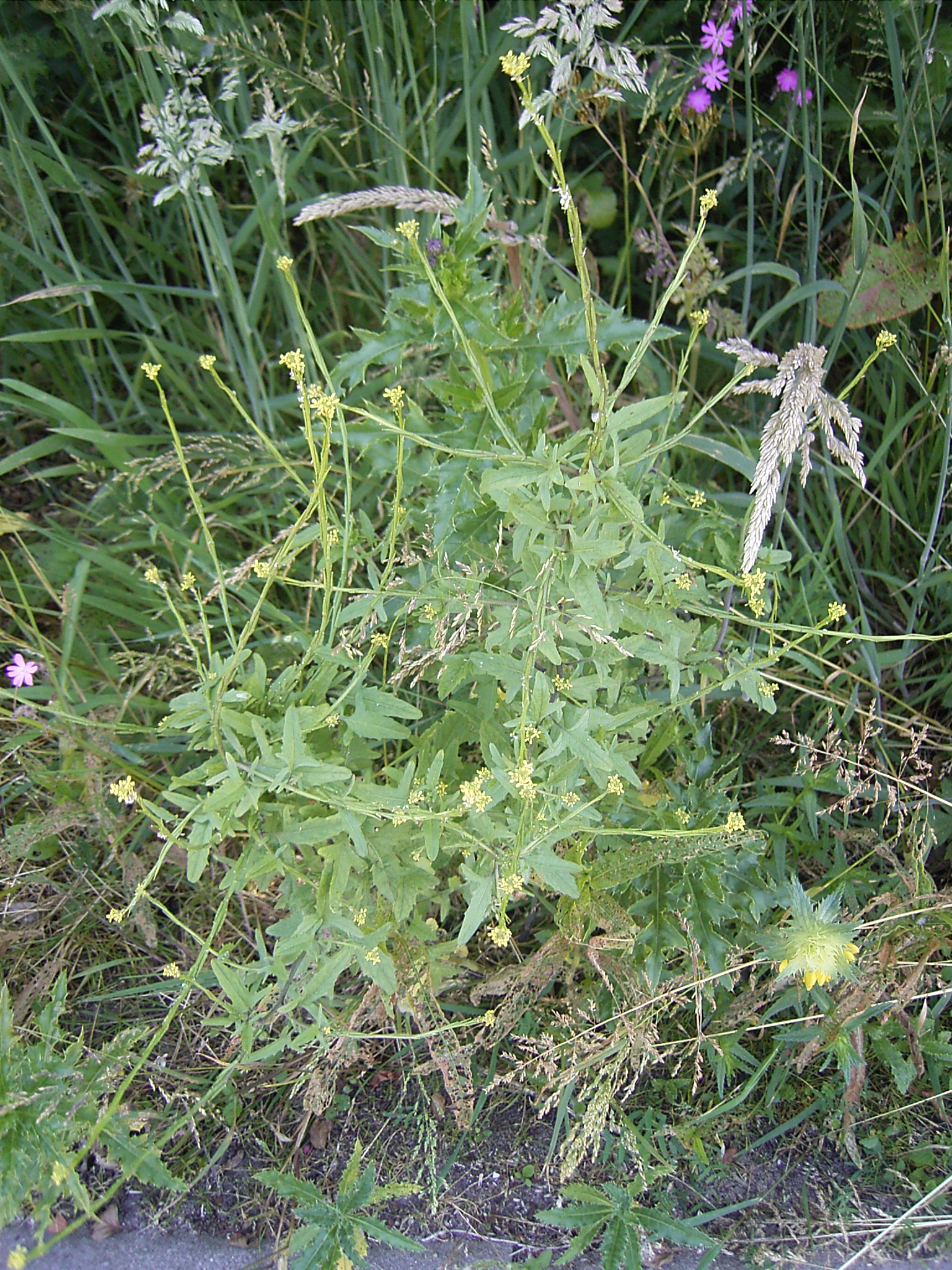
Sisymbrium officinale

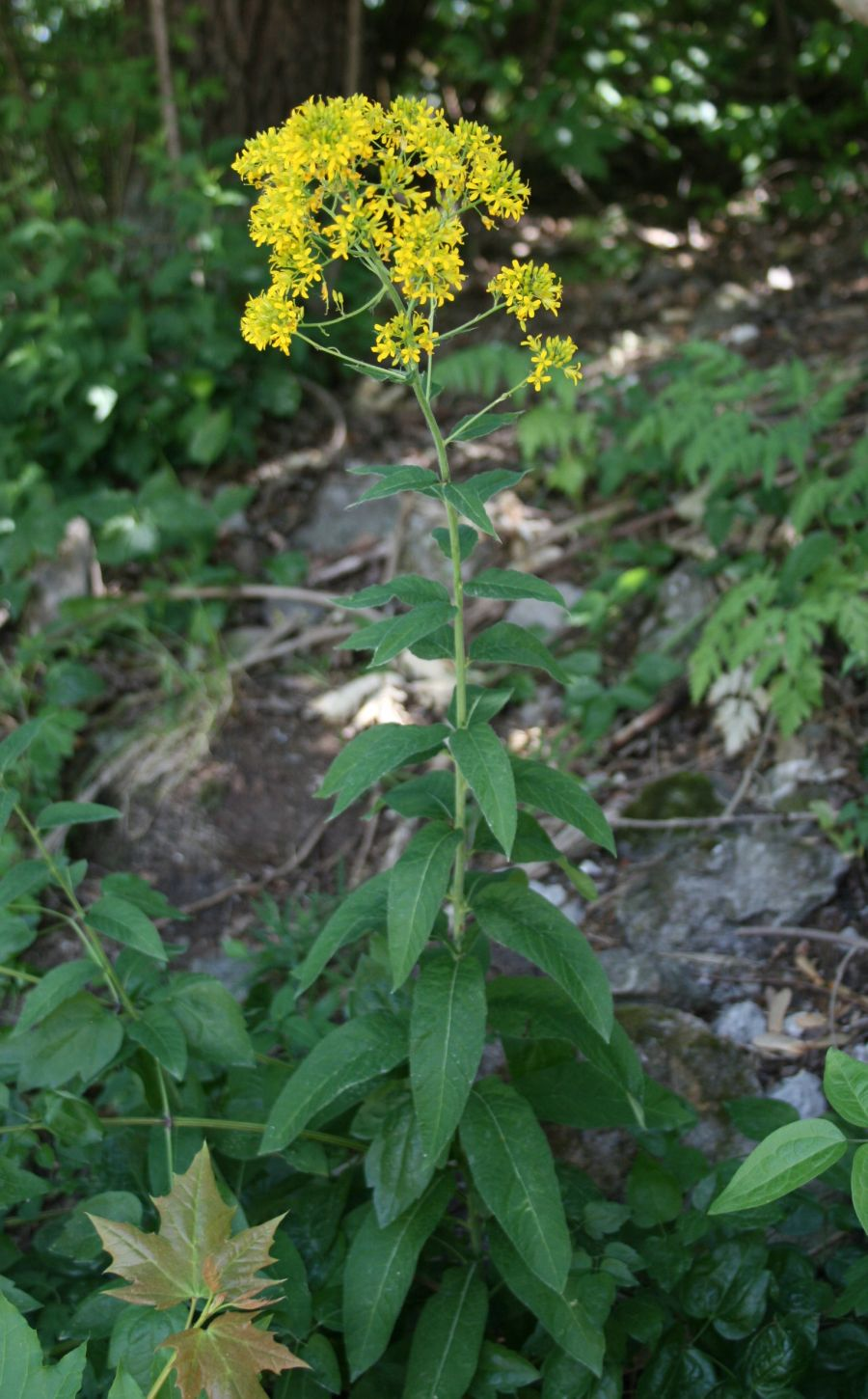
Sisymbrium strictissimum

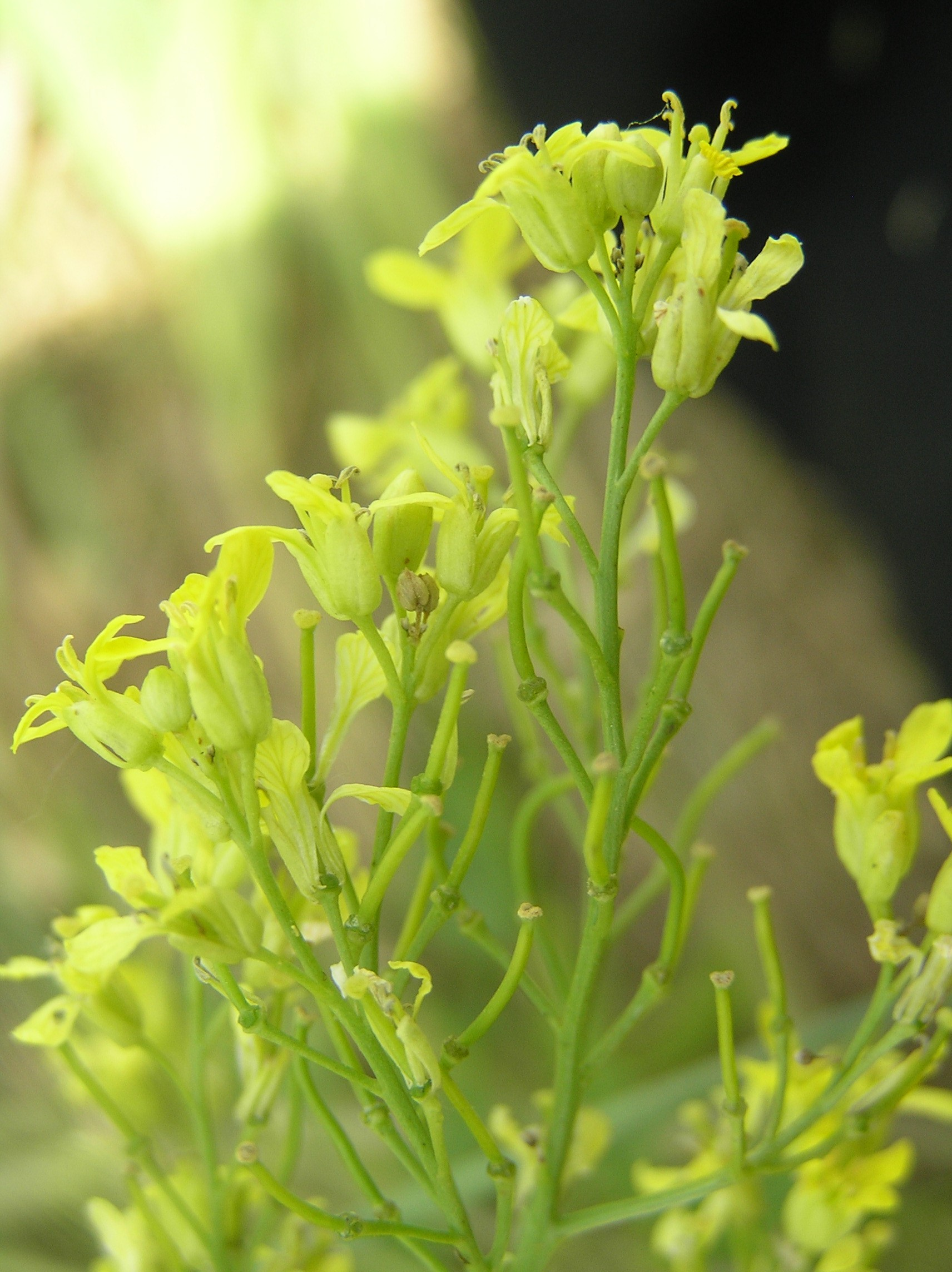
Inflorescência madura de Sisymbrium volgense

Sisymbrium é o único género da tribo Sisymbrieae da família Brassicaceae. A constituição da tribo Sisymbrieae foi proposta em 1821 por Augustin-Pyrame de Candolle em artigo publicado nas Mémoires du Museum d'Histoire Naturelle de Paris (vol. 7, p. 237) sob o nome de Sisymbreae.
O nome genérico Sisymbrium foi publicado em 1753 por Carl von Linné na sua obra Species Plantarum (vol. 2, pp. 657–660) acompanhado da primeira descrição das suas características distintivas. A variabilidade morfológica conduziu a uma rica sinonímia taxonómica que inclui múltiplos sinónimos de Sisymbrium L., entre os quais: Alaida F.Dvorák, Coelophragmus O.E.Schulz, Dimitria Ravenna, Dimorphostemon Kitag., Lycocarpus O.E.Schulz, Mostacillastrum O.E.Schulz, Pachypodium Webb & Berthel., Phlebiophragmus O.E.Schulz, Velarum Rchb. e Schoenocrambe Greene.
O nome genérico Sisymbrium deriva do nome em grego clássico latinizado utilizado por Dioscórides e Plínio, o Velho para designar várias variedades de mostarda.
Estão validamente descritas 43 espécies, quase todas com distribuição natural nas zonas temperadas da Eurásia (10 espécies na China, 7 espécies no Paquistão) e América do Norte (oito espécies), a que acresce algumas espécies que ocorrem em regiões subtropicais e tropicais montanhosos. Em muitas regiões temperadas e subtropicais ocorrem algumas espécies naturalizadas (ou neobiota).
Entre as 41-43 espécies do género Sisymbrium inclui estão incluídas as seguintes:
- Sisymbrium alliaria –
- Sisymbrium altissimum L. – nativa do sul e leste da Europa e parte da Ásia, a espécie encontra-se naturalizada nas regiões temperadas das Américas e na Nova Zelândia.
- Sisymbrium assoanum Loscos & Pardo – nativo da Espanha.[6]
- Sisymbrium austriacum Jacq. (sin.: Sisymbrium multisiliquosum Willk., Sisymbrium pyrenaicum (L.) Vill. nom. illeg., Sisymbrium pyrenaicum subsp. austriacum (Jacq.) Schinz & Thell.)  – nativo do oeste e centro da Europa.[6]
- Sisymbrium bilobum (C.Koch) Grossh. – nativo do Cáucaso (Arménia).[6]
- Sisymbrium brassiciforme C.A.Meyer – nativo do Usbequistão, Tadjiquistão, Turquemenistão, Cazaquistão, Quirguistão, Rússia, Afeganistão, através da Índia, Caxemira, Paquistão e Nepal até à Mongólia, Xinjiang e Tibete.[7]
- Sisymbrium cavanillesianum Castroviejo & Valdés-Bermejo – nativo da Espanha.[6]
- Sisymbrium confertum Steven ex Turcz. (sin.: Sisymbrium anomalum Azn., Sisymbrium lagascae Amo, Sisymbrium austriacum subsp. thracicum Azn.) – nativo da parte europeia da Turquia e da Crimeia.[6]
- Sisymbrium crassifolium Cav. (sin.: Sisymbrium arundanum Boiss., Sisymbrium granatense Boiss., Sisymbrium laxiflorum Boiss., Sisymbrium mariolense (Pau) Pau & Cámara, Sisymbrium crassifolium Cav. subsp. crassifolium, Sisymbrium crassifolium subsp. laxiflorum (Boiss.) O.Bolòs & Vigo) – nativo de Marrocos e da Península Ibérica.[6]
- Sisymbrium damascenum Boiss. – nativo do Médio Oriente.[6]
- Sisymbrium elatum K.Koch – nativo da Arménia.[6]
- Sisymbrium erucastrifolium (Rupr.) Trautv. – nativo do Cáucaso.[6]
- Sisymbrium erysimoides Desf. (sin.: Sisymbrium rigidulum Lag.) – ocorre em Portugal, nos Açores e numa faixa do Norte de África que vai de Marrocos à Península do Sinai.
- Sisymbrium glaucescens Phil. – nativo da Argentina e Chile.
- Sisymbrium heteromallum C.A.Meyer – ocorre numa região que vai do Casaquistão pelo Paquistão, Índia, Mongólia, estremo oriental da Rússia e China até à Coreia.[7]
- Sisymbrium irio L. – nativo numa vasta região que se estende desde a Europa até ao oeste da Ásia, Tadjiquistão, Turcomenistão, Uzbequistão e Afeganistão e depois desde a Índia, Caxemira, Paquistão, Nepal até a Xinjiang, Nei Mongol e Taiwan. A espécie encontra-se naturalizada em diversas regiões das Américas e da Austrália.[7]
- Sisymbrium linifolium (Nutt.) Nutt. ex Torr. & A.Gray (sin.: Schoenocrambe linifolia (Nutt.) Greene) – nativa da América do Norte.
- Sisymbrium lipskyi N.Busch – nativa do Cáucaso.[6]
- Sisymbrium llatasii –
- Sisymbrium loeselii L. – nativa da região que vai da Europa centro-oriental até à Ásia.[7] Naturalizada na América do Norte.
- Sisymbrium luteum (Maxim.) O.E.Schulz – nativa na China, Coreia, Japão e no Extremo Oriente da Federação Russa.[7]
- Sisymbrium macroloma Pomel  – nativa da Europa Ocidental, com distribuição natural na Espanha e França.[6]
- Sisymbrium maurum Maire  – nativa de Marrocos.[6]
- Sisymbrium officinale (L.) Scopoli – usada em algumas regiões europeias como condimento e para fins medicinais, a espécie é nativa da Eurásia e Norte da África. Ocorre como planta naturalizada em várias regiões temperadas e subtropicais.
- Sisymbrium orientale L. (sin.: Sisymbrium costei Foucaud & Rouy, Sisymbrium columnae Jacq., Sisymbrium longesiliquosum Willk., Sisymbrium subhastatum (Willd.) Hornem.) – com distribuição natural na Eurásia e norte da África. Naturalizada nas Américas.
- Sisymbrium polyceratium L.[8] – nativo da bacia do Mediterrâneo.
- Sisymbrium polymorphum (Murray) Roth (sin.: Sisymbrium junceum M.Bieb.)  – ocorre numa vasta região que se estende desde a Europa Oriental (Cazaquistão, Tadjiquistão, Quirguistão) pela Rússia e Mongólia até à China.[7]
- Sisymbrium reboudianum Verl.  – nativa de Marrocos.[6]
- Sisymbrium runcinatum Lag. ex DC. (sin.: Sisymbrium hirsutum DC.) – com distribuição natural no Norte de África, Península Ibérica e sudoeste da França.[6]
- Sisymbrium septulatum DC. (sin.: Sisymbrium bilobum (K.Koch) Grossh., Sisymbrium rigidulum Decne.)  – nativo do oeste da Ásia.[6]
- Sisymbrium sophia –
- Sisymbrium strictissimum L. (sin.: Sisymbrium nitidulum Spreng.)  – com distribuição numa região que se estende desde a França pelo centro, leste e sueste da Europa.[6]
- Sisymbrium supinum L.)  – ocorre apenas numa região da Europa que inclui parte do território da França, a Suíça, as margens do Báltico, incluindo o sul da Suécia. Anteriormente era encontrado no oeste da Alemanha, Bélgica e Países Baixos.[9][10][11]
- Sisymbrium volgense M.Bieb. ex E.Fourn.(sin: Sisymbrium wolgense) – nativo do leste da Europa, mas ocorre em muitas regiões europeias como espécie naturalizada.
- Sisymbrium turczaninowii –
- Sisymbrium yunnanense W.W.Smith (sin.: Sisymbrium luteum var. yunnanense (W.W.Smith) O.E.Schulz.) – ocorre nas regiões montanhosas, em altitudes de 2000 a 3000 m acima do nível médio do mar, nas províncias de Sichuan e Yunnan da China.[7]
- Lista completa de espécies

A espécie anteriormente denominada Sisymbrium nasturtium-aquaticum, o agrião-de-água, foi transferido para o género Nasturtium. O binome Sisymbrium tenuifolium é considerada um sinónimo taxonómico de Diplotaxis tenuifolia. A espécie Eruca vesicaria, um tipo de rúcula, que anteriormente integrava o género, foi transferida para o género Eruca.

## Classificação lineana do género
| Sistema | Classificação                        | Referência               |
| ------- | ------------------------------------ | ------------------------ |
| Linné   | Classe Tetradynamia, ordem Siliquosa | Species plantarum (1753) |